# Camponotus terbimaculatus
Camponotus terbimaculatus é uma espécie de inseto do gênero Camponotus, pertencente à família Formicidae.